# Tom Dolan
Tom Dolan (Arlington, 15 de setembro de 1975) é um nadador dos Estados Unidos, ganhador de duas medalhas de ouro em Jogos Olímpicos, especialista no nado medley.
Bateu o recorde mundial dos 400 metros medley em 1994 com a marca de 4m12s30 e a melhorou em 2000 fazendo 4m11s76, só perdeu o recorde mundial após 8 anos, quando Michael Phelps quebrou-o em 2002. 